# 保坂里奈
保坂 里奈（ほさか さとな）は、実業家、ミクストメディアアーチスト、LUNAMARE resinfactory代表、一般社団法人日本レジンアートクラフト協会代表理事。

## 来歴
長崎県佐世保市の窯元に産まれる。山と海に囲まれ、町自体が窯元ばかりと言う芸術に特化した町で職人達の背を見ながら育つ。
学生時代からバンド活動に精力を出し、インディーズながらも全国でツアーを行い、メジャーレベルのCDセールスを記録。
バンド活動終了後、海外旅行中にレジンのテーブルを見て感動し、日本でまだ流行っていなかったレジンアートを国内に持って行きたいと考え、翻訳機を片手に独学でエポキシレジンやレジンアートについて学ぶ。
現在は、福岡県糸島市のLUNAMARE resinfactoryと、福岡県糟屋郡の一般社団法人日本レジンアートクラフト協会で認定講座を行い、九州におけるレジンアートの先駆者となっている。

## 沿革
- 2018年　理事校LUNAMARE resinfactory設立
- 2019年　認定講座の開講
- 2020年　福岡県糟屋郡にアトリエを構える
- 2021年  1月 協会設立
- 2021年  5月 糟屋郡の地域コミュニティにて体験講座開講
- 2021年  8月 波コレ 2021summer 審査員
- 2021年  10月 SATONA理事のレジンアートが埼玉県立近代美館に展示
- 2021年  12月 福岡県糸島市に協会を移転、理事校である、LUNAMARE resinfactoryの店舗を構える
- 2022年 2月 福岡天神大丸にて出店
- 2022年 3月 沖縄リウボウ伊勢丹にて出店
- 2022年 4月 SATONA理事のレジンアートが銀座大黒屋ギャラリーに展示
- 2022年 5月 福岡三越出店
- 2022年 5月 波コレ 2022spring in 沖縄　審査員
- 2022年 6月 SATONA理事のレジンアートが東京美術館に展示(zen展秀作賞受賞)
- 2022年 7月 福岡天神三越出店
- 2022年 8月 サンレイクかすやにて夏休み親子教室を3日に渡り開催(動員数100名)
- 2022年 8月 波コレ 2022summer 審査員
- 2022年 9月 名古屋栄三越出店
- 2022年 10月 体験講座受講者数が200名突破
- 2022年 12月 福岡天神大丸出店
- 2022年 12月 福岡県糟屋郡に協会本部移転
- 2022年 8月 波コレ 2023summerを協会本部で開催

## 受賞歴
2022年 ZEN展にて秀作賞を受賞